# Мар'їнське (Калінінградська область)
Мар'їнське (рос. Марьинское) — селище Свєтлогорського району, Калінінградської області Росії. Входить до складу Міського поселення Донське.
Населення —  15 осіб (2015 рік). 